# مایکروسافت ورد
مایکروسافت وُرد (به انگلیسی: Microsoft Word) یا مایکروسافت آفیس ورد، از بهترین و پر استفاده‌ترین نرم‌افزارهای واژه پرداز است. این نرم‌افزار همچنین مشهورترین نرم‌افزار واژه پرداز در رایانه‌های شخصی و اداری است. در ۱۹۸۳ اولین انتشار ورد تحت نام مالتی‌تول ورد برای سیستم‌های زنیکس و سپس برای رایانه‌های شخصی آی‌بی‌ام برای اجرا در محیط سیستم‌عامل داس منتشر شد.
اولین نسخه مایکروسافت ورد در سیستم‌عامل گرافیکی در سال ۱۹۸۴ برای کامپیوتر اپل مکینتاش منتشر شد. پس از آن، این برنامه برای سیستم‌های عامل‌های SCO UNIX و اواس/۲ و میکروسافت ویندوز ۳٫۱ به بازار آمد. در سال ۱۹۸۹ این برنامه به عنوان جزئی از مجموعه نرم‌افزاری مایکروسافت آفیس تبدیل شد.
علاوه‌بر این، نرم‌افزار ورد در دو نسخهٔ اندروید و ویندوز در اختیار کاربران قرار گرفته‌است.

## ورد ۲۰۰۸ برای مکینتاش
ورد ۲۰۰۸ جدیدترین نسخه ورد و قسمتی از مجموعهٔ مایکروسافت آفیس ۲۰۰۸ برای سیستم‌عامل مکینتاش (Mac OS X) است. این نسخه شامل تغییرات زیادی شامل یک فرمت فایل XML-based جدید، طراحی مجدد نمای برنامه، یکپارچگی فرمول ویرایش، مدیریت فهرست کتب و پشتیبانی از اسناد ساخته شده می‌باشد.

## ورد ۲۰۰۷ برای ویندوز و کلیدهای میانبر
ورد ۲۰۰۷ قسمتی از مجموعهٔ مایکروسافت آفیس ۲۰۰۷ برای سیستم‌عامل ویندوز است. این نسخه شامل تغییرات زیادی می‌باشد. شامل یک فرمت فایل XML–based جدید، طراحی مجدد ظاهر برنامه، یکپارچگی فرمول ویرایش، مدیریت فهرست کتب و پشتیبانی از اسناد ساخته شده می‌باشد.

### کلیدهای میانبر
- ctrl+B تغییر متن به حالت ضخیم یا توپر
- ctrl+i تغییر متن به حالت مورب
- ctrl+U تغییر متن به حالت زیر خط‌دار
- ctrl+L تراز از سمت چپ
- ctrl+R تراز از سمت راست
- ctrl+E تراز از وسط
- ctrl+j تراز از دو طرف
- ctrl+D فشرده تا پنجره font باز شود و در قسمت effect جلوه مورد نظر را انتخاب کنیم.
- ctrl+A انتخاب کل سند و نوشته
- ctrl+N ایجاد سند و صفحه جدید
- ctrl+S ذخیره سند
- ctrl+o باز کردن سند
- ctrl+w بستن سند جاری
- ctrl+p چاپ سند
- ctrl+c رونوشت سند
- ctrl+x انتقال سند
- ctrl+v فراخوانی متن رونوشت شده
- ctrl+k باز کردن کادر هایپرلینک

## رقیبان
سر سخت‌ترین رقیبان مایکروسافت ورد اپن‌آفیس (OpenOffice.org)، گوگل داکیومنتز (اسناد گوگل) (به انگلیسی: Google Documents) و آبی ورد (AbiWord) هستند.